# 山田町

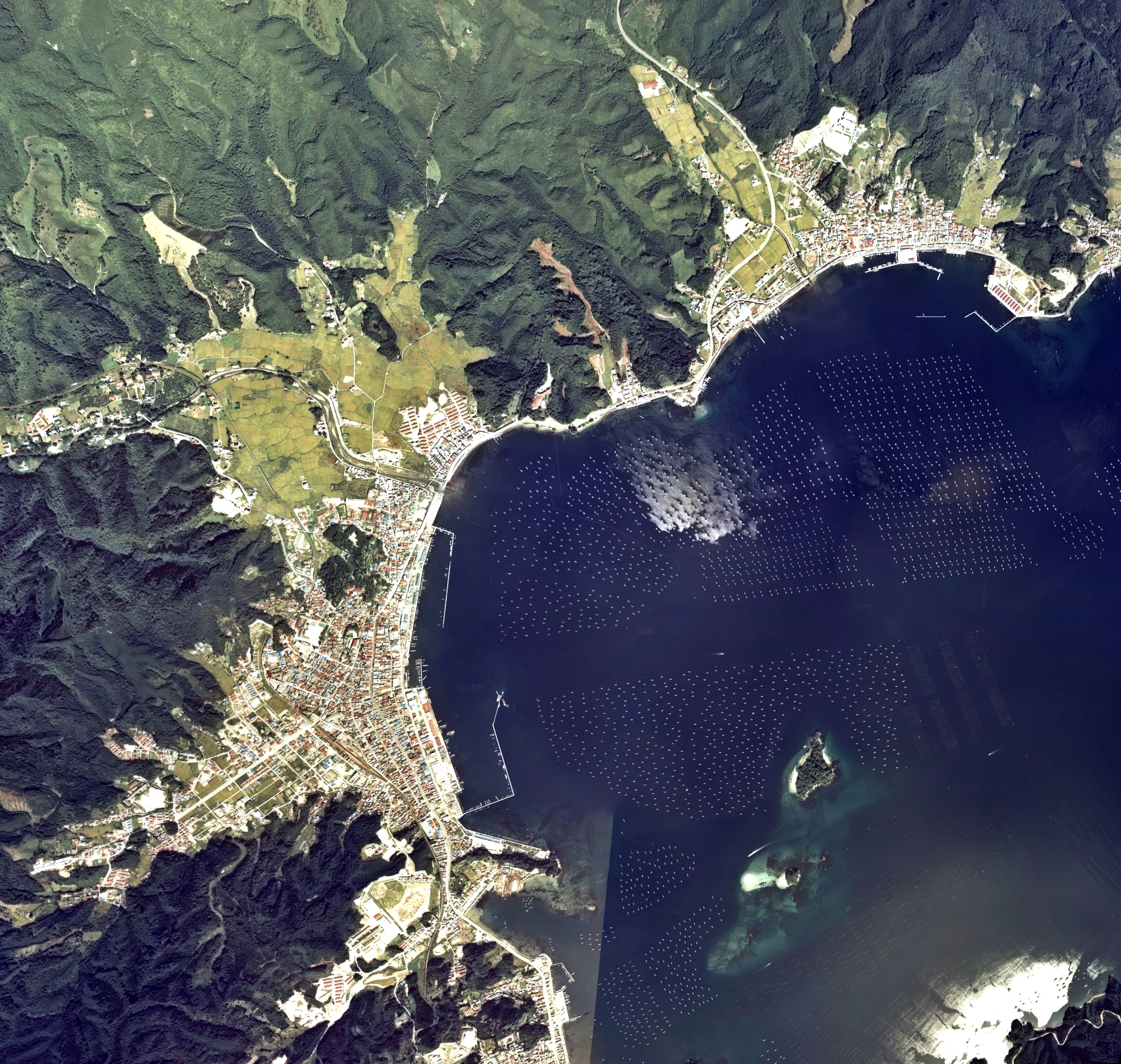
山田町中心部周辺の空中写真。山田湾内に浮かぶ島はオランダ島、海面に見える無数の白い斑点は養殖用イカダである。1977年（昭和52年）撮影の5枚を合成作成。
。

山田町（やまだまち）は、岩手県沿岸中部の三陸地方に位置する、太平洋に面する町。
中心的産業はリアス式海岸を利用した養殖を中心とする漁業や観光であるが、山間部を中心に中小工場が稼働している。
2011年3月11日に発生した東北地方太平洋沖地震（東日本大震災）で、中心街を含む海岸部が大きな津波被害を受け、復興に取り組んでいる。

## 地理

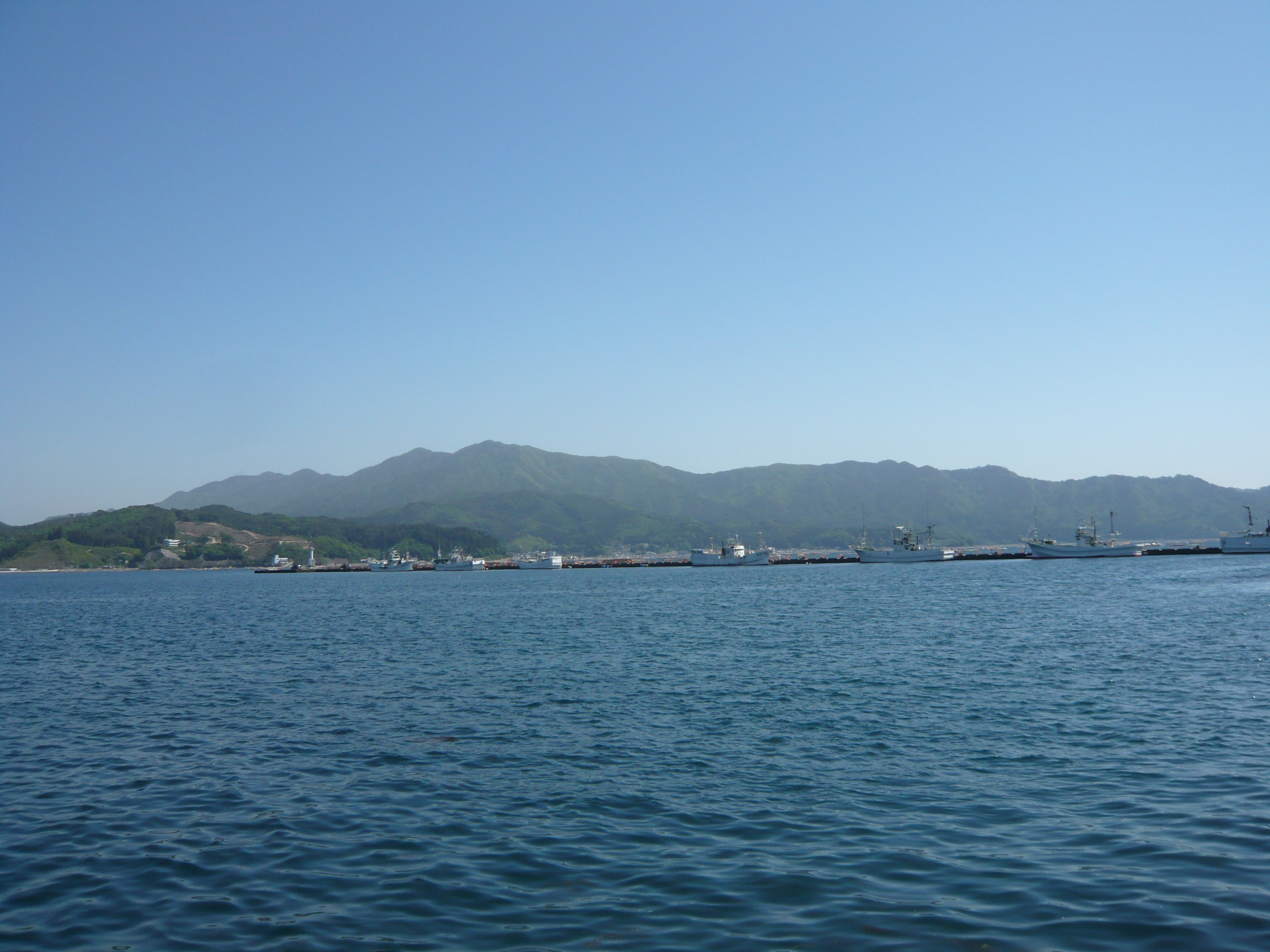
山田湾と山田港（2013年6月1日）

太平洋に面した町で、リアス式海岸である船越湾の北部と、船越半島、山田湾で海岸に面している。関口川や織笠川が山田湾に注ぎ、関口川河口のやや南に山田港があり、周辺に鉄道駅や役場、病院などが集中する。町の西端は高滝森で、西部一帯は、津軽石川の上流部の流域となっている。
2011年（平成23年）3月11日に起きた東北地方太平洋沖地震（東日本大震災）では、地殻変動によって当地域の地盤が東南東へ25cmずれたことが、GPS（全地球測位システム）を用いた国土地理院測地観測センターによる分析の結果、明らかとなった。

### 主な地形
- 山地 ：高滝森（たかだきもり）、十二神山（じゅうにしんざん）、霞露ヶ岳（かろがだけ）
- 川・水系 ：津軽石川（つがるいしかわ）、関口川（せきぐちかわ）、織笠川（おりかさかわ）
- 湾・海岸 ：船越湾、山田湾

### 気候
| 山田（1991年 - 2020年）の気候      | 山田（1991年 - 2020年）の気候 | 山田（1991年 - 2020年）の気候 | 山田（1991年 - 2020年）の気候 | 山田（1991年 - 2020年）の気候 | 山田（1991年 - 2020年）の気候 | 山田（1991年 - 2020年）の気候 | 山田（1991年 - 2020年）の気候 | 山田（1991年 - 2020年）の気候 | 山田（1991年 - 2020年）の気候 | 山田（1991年 - 2020年）の気候 | 山田（1991年 - 2020年）の気候 | 山田（1991年 - 2020年）の気候 | 山田（1991年 - 2020年）の気候 |
| 月                                 | 1月                           | 2月                           | 3月                           | 4月                           | 5月                           | 6月                           | 7月                           | 8月                           | 9月                           | 10月                          | 11月                          | 12月                          | 年                            |
| ---------------------------------- | ----------------------------- | ----------------------------- | ----------------------------- | ----------------------------- | ----------------------------- | ----------------------------- | ----------------------------- | ----------------------------- | ----------------------------- | ----------------------------- | ----------------------------- | ----------------------------- | ----------------------------- |
| 最高気温記録 °C （°F）             | 16.8 (62.2)                   | 20.7 (69.3)                   | 23.9 (75)                     | 32.7 (90.9)                   | 34.1 (93.4)                   | 35.2 (95.4)                   | 37.5 (99.5)                   | 37.2 (99)                     | 35.5 (95.9)                   | 29.9 (85.8)                   | 25.5 (77.9)                   | 24.6 (76.3)                   | 37.5 (99.5)                   |
| 平均最高気温 °C （°F）             | 5.9 (42.6)                    | 6.3 (43.3)                    | 9.5 (49.1)                    | 14.8 (58.6)                   | 19.0 (66.2)                   | 21.6 (70.9)                   | 25.0 (77)                     | 26.8 (80.2)                   | 24.0 (75.2)                   | 19.4 (66.9)                   | 14.3 (57.7)                   | 8.6 (47.5)                    | 16.2 (61.2)                   |
| 日平均気温 °C （°F）               | 0.5 (32.9)                    | 0.8 (33.4)                    | 3.7 (38.7)                    | 8.7 (47.7)                    | 13.4 (56.1)                   | 16.9 (62.4)                   | 20.8 (69.4)                   | 22.4 (72.3)                   | 19.3 (66.7)                   | 13.7 (56.7)                   | 8.0 (46.4)                    | 2.9 (37.2)                    | 10.9 (51.6)                   |
| 平均最低気温 °C （°F）             | −4.1 (24.6)                   | −4.2 (24.4)                   | −1.6 (29.1)                   | 2.8 (37)                      | 8.2 (46.8)                    | 13.0 (55.4)                   | 17.6 (63.7)                   | 19.0 (66.2)                   | 15.3 (59.5)                   | 8.7 (47.7)                    | 2.4 (36.3)                    | −1.9 (28.6)                   | 6.3 (43.3)                    |
| 最低気温記録 °C （°F）             | −14.8 (5.4)                   | −16.7 (1.9)                   | −11.4 (11.5)                  | −6.2 (20.8)                   | −1.7 (28.9)                   | 1.7 (35.1)                    | 8.1 (46.6)                    | 8.9 (48)                      | 4.3 (39.7)                    | −2.5 (27.5)                   | −6.3 (20.7)                   | −13.5 (7.7)                   | −16.7 (1.9)                   |
| 降水量 mm （inch）                 | 64.8 (2.551)                  | 54.2 (2.134)                  | 102.7 (4.043)                 | 109.5 (4.311)                 | 133.5 (5.256)                 | 150.3 (5.917)                 | 174.0 (6.85)                  | 182.7 (7.193)                 | 221.8 (8.732)                 | 182.3 (7.177)                 | 75.2 (2.961)                  | 69.9 (2.752)                  | 1,527.1 (60.122)              |
| 平均降水日数 （≥1.0 mm）           | 4.8                           | 5.6                           | 8.2                           | 8.6                           | 9.6                           | 10.5                          | 12.6                          | 11.3                          | 12.2                          | 9.1                           | 6.6                           | 5.3                           | 104.7                         |
| 平均月間日照時間                   | 174.3                         | 162.2                         | 187.2                         | 199.7                         | 206.5                         | 172.5                         | 153.6                         | 170.6                         | 139.6                         | 152.0                         | 157.6                         | 156.9                         | 2,030.4                       |
| 出典1：Japan Meteorological Agency |                               |                               |                               |                               |                               |                               |                               |                               |                               |                               |                               |                               |                               |
| 出典2：気象庁                      |                               |                               |                               |                               |                               |                               |                               |                               |                               |                               |                               |                               |                               |

### 隣接する市町村
岩手県の市町村全図
“県内各市町村”. （公式ウェブサイト）.   岩手県. 2011年5月5日閲覧。
- 宮古市 ：北部で幅広く隣接。
- 上閉伊郡・大槌町 ：南部から西部にかけて幅広く隣接。

## 歴史
沢田地区の遺跡からは、縄文時代前期（約6000年前）の集落跡が発見されている。房の沢遺跡の古墳からは、蝦夷の首長の副葬品と思われる蕨手刀と直刀が出土している。中世になると安倍氏や奥州藤原氏の勢力下となる。
鎌倉時代から室町時代には、国府などへ軍馬を提供するための公的な牧場が置かれ、閉伊氏や福士氏の一族が管理した。南部氏が領内統一し、盛岡藩が成立した後は、大槌代官所の管轄となる。江戸時代前期にはオランダ船が漂着するブレスケンス号事件が起きる。
太平洋戦争中は大日本帝国海軍航空隊の山田湾基地が置かれ、終戦間際に米軍による攻撃を受けた。終戦後は米軍基地を経て航空自衛隊の山田分屯基地が置かれた。
2011年3月11日の東日本大震災により町は大津波とそれが引き起こした津波火災に包まれ、JR東日本（当時）陸中山田駅周辺の17ヘクタールが焼失するなど、高台の一部を残して町内は壊滅的被害を受けた。市街地の大幅な高台移転は、自家用自動車を運転しない高齢者の不便や道路の維持費といった問題が懸念されたため、陸中山田駅周辺に災害公営住宅など市街地を集約して、地盤を3メートルかさ上げしたうえで高さ10メートルの防潮堤で再度の津波から守る工事を実施した。

## 沿革

### 主な年表
- 1935年（昭和10年）11月17日：国鉄（JR東日本の前身）山田線の豊間根駅と陸中山田駅が開業。
- 1936年（昭和11年）11月10日：国鉄山田線の織笠駅と岩手船越駅が開業。
- 1980年（昭和55年）7月17日：山田町（旧・山田町）出身の鈴木善幸が第70代内閣総理大臣に就任。
- 1983年（昭和58年）3月10日：国鉄山田線の織笠駅が無人駅となる。
- 1985年（昭和60年）10月20日：山田町が千葉県の山田町（現・香取市域）と姉妹都市提携。
- 1990年（平成2年）8月2日：山田町が青森県の平賀町（現・平川市域）と友好親善都市提携。
- 1999年（平成11年）5月：国道45号上に道の駅やまだが開業。
- 2000年（平成12年）5月13日：オランダのザイスト市（en、ユトレヒト州）と友好都市提携。
- 2002年（平成14年）：三陸沿岸道路の山田道路が開通。
- 2002年（平成14年）8月2日：山田道路の山田南インターチェンジと山田インターチェンジが開業。
- 2003年（平成15年）8月31日：上山田町（長野県更級郡、現・千曲市）との姉妹都市提携を解消。

### 東日本大震災後
- 2011年（平成23年）3月11日：マグニチュード9.0の東日本大震災（東北地方太平洋沖地震）が発生し、山田町は震度5弱（観測地点：八幡町地区）を記録した[4]。さらにこの地震が引き起こした大津波によって町は壊滅状態となった[5][6]
  - 町域の地盤は東南東へ25cmずれた (#)。
  - 町域にあるJR東日本（山田線）の駅のうち、陸中山田駅と織笠駅は、周辺地域の駅同様、駅舎などが流失あるいは焼失し、線路にも多大な被害が出た[7]。
  - 3月17日 ：IBC岩手放送（在・盛岡市）が、震災以前から難聴エリアとなっていた山田町と大槌町の一部地域に情報提供するため、山田町に臨時FM放送局「IBCやまださいがいエフエム」を開局[8]。後に正式な中継局となる。
  - 5月31日 ：長期ボランティアに入っている茶人の為公史が、自分のトラックに搭載した移動茶室を用いて、山田町から他地域への情報発信を目的としたインターネット放送局「光の茶会」を開局。Ustreamで20:00-21:00に毎晩、定時放送を行っているほか、昼間、解説つきで復興状況を詳しく報告している。山田町からの数少ない情報発信手段である。
- 2019年（平成31年）3月23日：東日本大震災の影響で運休が続いていたJR山田線宮古駅 - 釜石駅間を復旧し、三陸鉄道に移管。

### 行政区域の変遷（市町村制施行以後）
- 1889年（明治22年）4月1日：東閉伊郡内で町村制が施行される。[注 1]
  - 山田村と飯岡村（いいおかむら）が合併した上で町制を施行し、山田町が成立。
  - 船越村、織笠村（おりかさむら）、大沢村がそれぞれ単独で村制を施行し、新生の船越村、織笠村、大沢村が成立。
  - 豊間根村（とよまねむら）、荒川村、石峠村（いしとうげむら）が合併した上で村制を施行し、新生の豊間根村が成立。
- 1897年（明治30年）4月1日：郡の統合により東閉伊郡、北閉伊郡、中閉伊郡が合併して下閉伊郡となる[9]。
- 1955年（昭和30年）3月1日：山田町、船越村、織笠村、大沢村、豊間根村が合併し、新たに山田町となる。

## 行政

### 現町長
- 町長 ：佐藤信逸（さとう しんいつ。2012年7月15日就任）

### 歴代町長
特記なき場合『平成27年度山田町統計資料』による。
| 代                 | 氏名               | 就任               | 退任               | 備考               |
| 旧山田町長（官選） | 旧山田町長（官選） | 旧山田町長（官選） | 旧山田町長（官選） | 旧山田町長（官選） |
| ------------------ | ------------------ | ------------------ | ------------------ | ------------------ |
|                    | 不詳               |                    |                    |                    |
| 旧山田町長（公選） |                    |                    |                    |                    |
|                    | 不詳               |                    |                    |                    |
| 山田町長（公選）   |                    |                    |                    |                    |
| 初                 | 佐藤善一           | 1955年4月3日       | 1967年4月1日       |                    |
| 2                  | 近藤大助           | 1967年4月28日      | 1979年4月27日      |                    |
| 3                  | 木下禎治           | 1979年4月28日      | 1984年6月2日       |                    |
| 4                  | 福士彌兵衛         | 1984年7月16日      | 1992年7月14日      |                    |
| 5                  | 黒澤孝             | 1992年7月15日      | 2000年7月14日      |                    |
| 6                  | 沼崎喜一           | 2000年7月15日      | 2012年7月14日      |                    |
| 7                  | 佐藤信逸           | 2012年7月15日      | 現職               |                    |

## 姉妹都市・友好都市

### 日本国内
- 香取市（千葉県）
  - 旧・山田町と、1985年（昭和60年）10月20日に姉妹都市提携。

- 平川市（青森県）
  - 旧・平賀町と、1990年（平成2年）8月2日に友好親善都市提携。

### 日本国外
- ザイスト市（Zeist、ユトレヒト州）
  - 2000年（平成12年）5月13日、友好都市提携。

### かつて姉妹都市提携を結んでいた町
- 上山田町（長野県更級郡、現・千曲市）
  - 2003年（平成15年）8月31日、姉妹都市提携解消。

## 経済

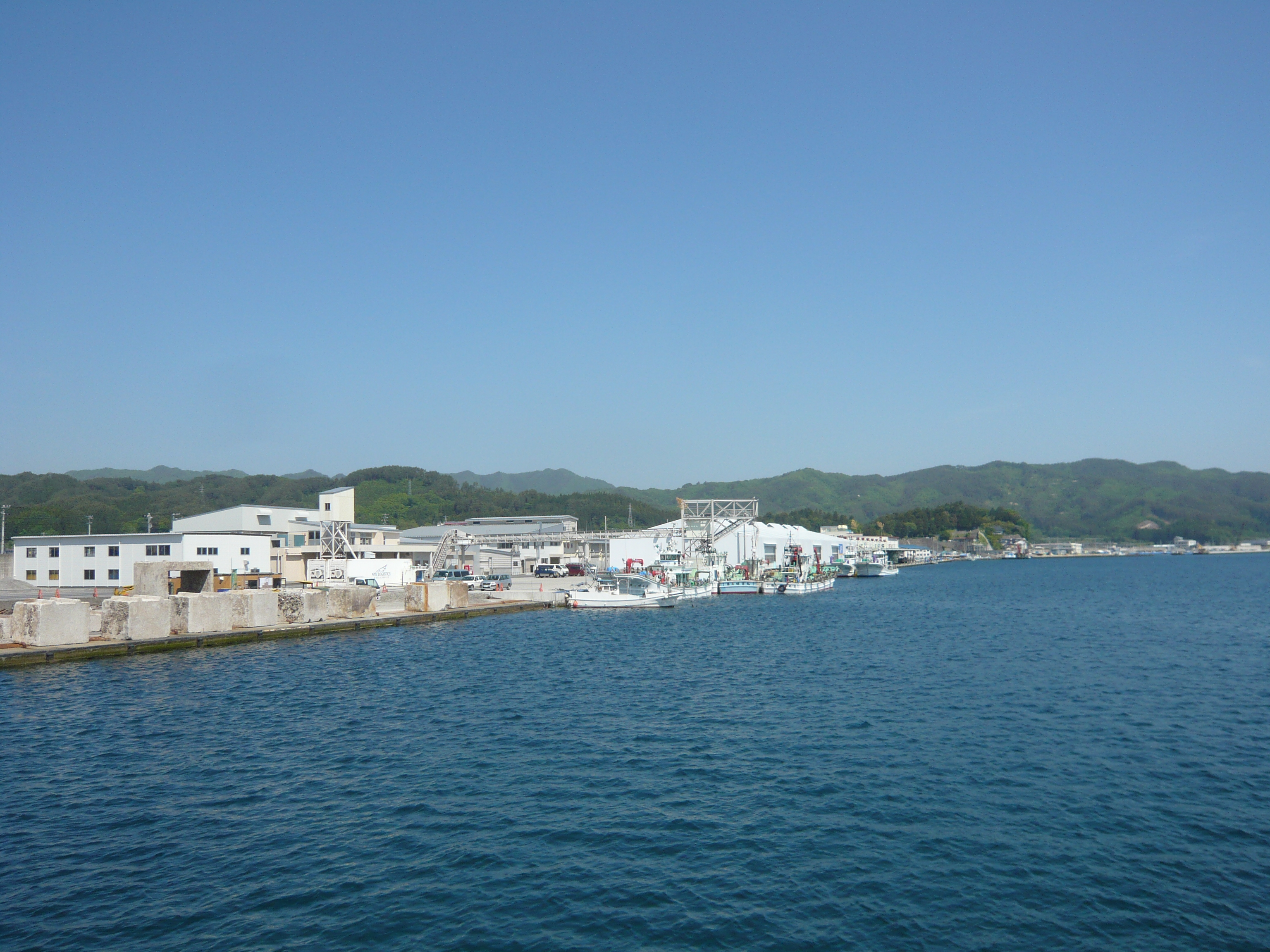
山田湾と山田港（2013年6月1日）

漁業が中心的産業であるが、かつての勢いはなく、そのため、町の人口も漸減傾向にある。
山田道路の完成など自動車交通は充実する一方で郊外化も進行しており、中心市街地は集客力を失い、衰退傾向が見て取れる。隣の宮古市・大槌町のような大型商業施設と呼べるものはないが、主に大沢地区に郊外型の店舗が集積するようになってきており、しまむらのような全国チェーンの進出も見られる。
漁業以外では、製造業の工場が、宮古市に隣接する豊間根地区にいくつか立地する。釜石市寄りの織笠・船越地区は目立った産業はないが、山と海に囲まれた自然豊かなロケーションを生かし、観光客向けの外食店や道の駅が営業している。
経済は退潮傾向にあるが、市町村合併の機運は小さい。北隣の宮古市は地理的距離があるうえ、宮古の経済規模も大きくないことから、依存度は総じて低い。南隣の大槌町は釜石市と緊密さを強めており、こちらも山田との関係性は薄い。
以上は東日本大震災被災以前の状況である。

### 町内の漁港
- 大沢漁港
- 山田漁港
- 織笠漁港
- 大浦漁港
- 小谷鳥漁港
- 船越漁港

### 郵便局
- 山田郵便局（集配局）
- 豊間根郵便局
- 船越郵便局
- 織笠郵便局
- 岩手大沢簡易郵便局（津波被災閉鎖中）
- 大浦簡易郵便局
- 田の浜簡易郵便局（津波被災によりプレハブ仮局舎営業）

## 地域

### 人口
| |                                        |  |
| 山田町と全国の年齢別人口分布（2005年） | 山田町の年齢・男女別人口分布（2005年） |  |
| ■紫色 ― 山田町 ■緑色 ― 日本全国 | ■青色 ― 男性 ■赤色 ― 女性              |  |
| 山田町（に相当する地域）の人口の推移 \| 1970年（昭和45年） \| 24,193人 \| \| \| 1975年（昭和50年） \| 25,052人 \| \| \| 1980年（昭和55年） \| 25,321人 \| \| \| 1985年（昭和60年） \| 24,602人 \| \| \| 1990年（平成2年） \| 22,925人 \| \| \| 1995年（平成7年） \| 22,019人 \| \| \| 2000年（平成12年） \| 21,214人 \| \| \| 2005年（平成17年） \| 20,142人 \| \| \| 2010年（平成22年） \| 18,617人 \| \| \| 2015年（平成27年） \| 15,826人 \| \| \| 2020年（令和2年） \| 14,320人 \| \| |                                        |  |
| 総務省統計局 国勢調査より |                                        |  |
| 1970年（昭和45年） | 24,193人                               |  |
| 1975年（昭和50年） | 25,052人                               |  |
| 1980年（昭和55年） | 25,321人                               |  |
| 1985年（昭和60年） | 24,602人                               |  |
| 1990年（平成2年） | 22,925人                               |  |
| 1995年（平成7年） | 22,019人                               |  |
| 2000年（平成12年） | 21,214人                               |  |
| 2005年（平成17年） | 20,142人                               |  |
| 2010年（平成22年） | 18,617人                               |  |
| 2015年（平成27年） | 15,826人                               |  |
| 2020年（令和2年） | 14,320人                               |  |

※ 平成27年国勢調査より前回調査からの人口増減を見ると、14.99％減の15,826人であり、増減率は県下33市町村中31位。

## 教育

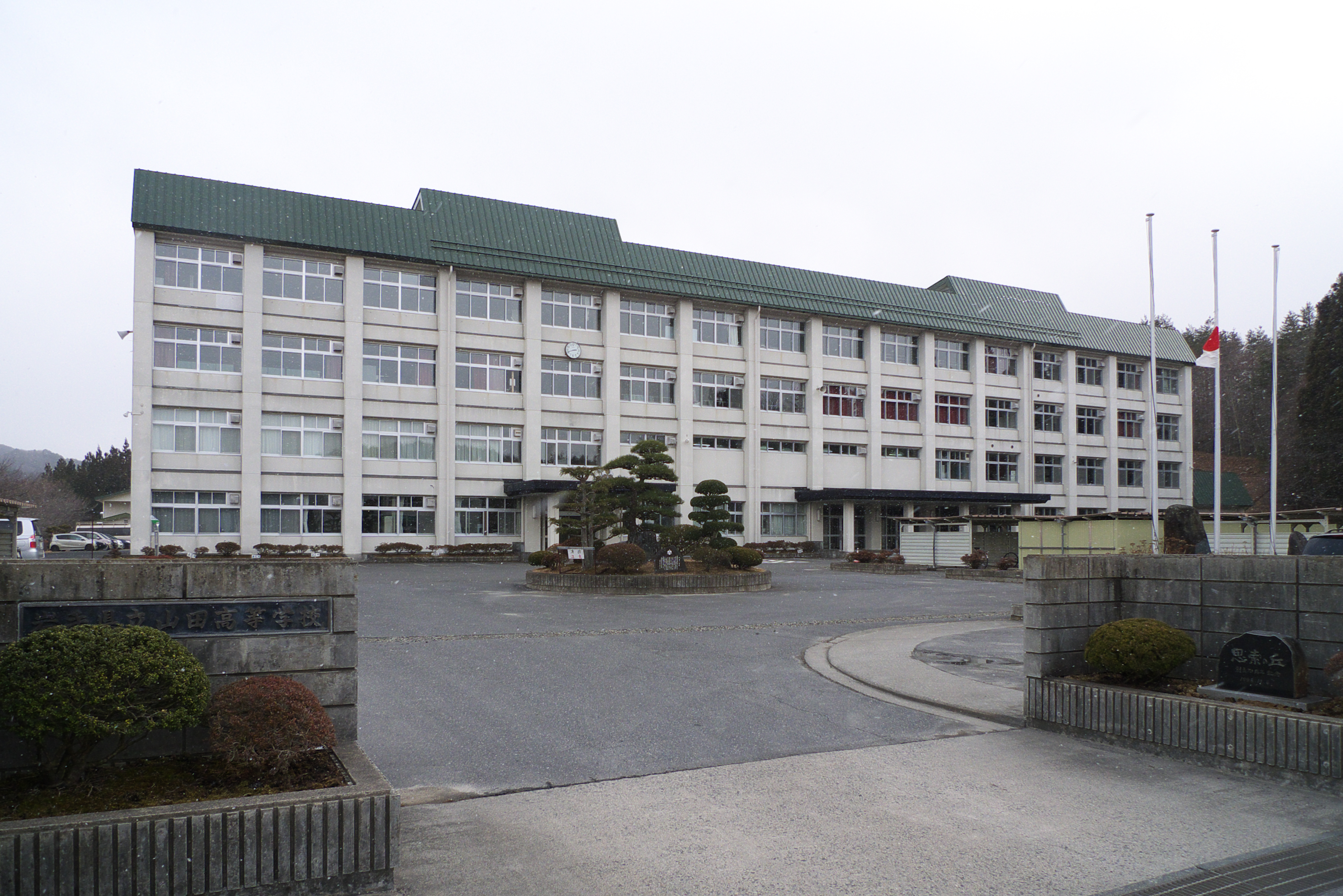
岩手県立山田高等学校（2015年3月11日）

### 高等学校
- 岩手県立山田高等学校

### 中学校
- 山田町立山田中学校

※以下は廃校
- 山田町立大沢中学校（1965年・山田中へ統合）
- 山田町立船越中学校（同上）
- 山田町立織笠中学校（同上）
- 山田町立織笠中学校外山分校（同上）
- 山田町立豊間根中学校（2020年・同上）

### 小学校
- 山田町立山田小学校 - 旧 山田町立山田南小学校の校舎を使用
- 山田町立豊間根小学校

※以下は廃校
- 山田町立山田小学校関口分校（1970年・山田小へ統合）
- 山田町立山田小学校〈初代〉（1982年・山田北小と山田南小へ分割）
- 山田町立織笠小学校轟木分校（1983年・統合により轟木小へ）
- 山田町立織笠小学校外山分校（同上）
- 山田町立山田南小学校（2020年・統合により山田小〈2代目〉へ）
- 山田町立山田北小学校（同上）|
- 山田町立大沢小学校（同上）
- 山田町立織笠小学校（同上）
- 山田町立轟木小学校（同上）
- 山田町立大浦小学校（同上）
- 山田町立荒川小学校（2020年・豊間根小へ統合）
- 山田町立船越小学校（2024年・山田小へ統合）

### 保育所・認定こども園

#### 公立
- 船越保育園

#### 私立
- 山田第一保育所
- 山田第二保育所
- 山田中央保育園
- 大沢保育園
- 日台きずな保育園
- 幼保連携型認定こども園とよまねこども園
- 織笠保育園

## 交通

### 鉄道
- 三陸鉄道
  - リアス線 : 豊間根駅 - 陸中山田駅 - 織笠駅 - 岩手船越駅

### 路線バス
- 岩手県北バス
- 夜行高速バス（東京往来） - 2011年12月より両路線ともに運行を開始した。
  - 道の駅やまだ - （宮古・盛岡経由） - さいたま新都心・東京駅・横浜駅（MEX宮古・盛岡：岩手県北バス）[11]
  - 道の駅やまだ - （釜石・遠野経由） - 上野・秋葉原・池袋（遠野・釜石号：岩手県交通・国際興業）

### 道路

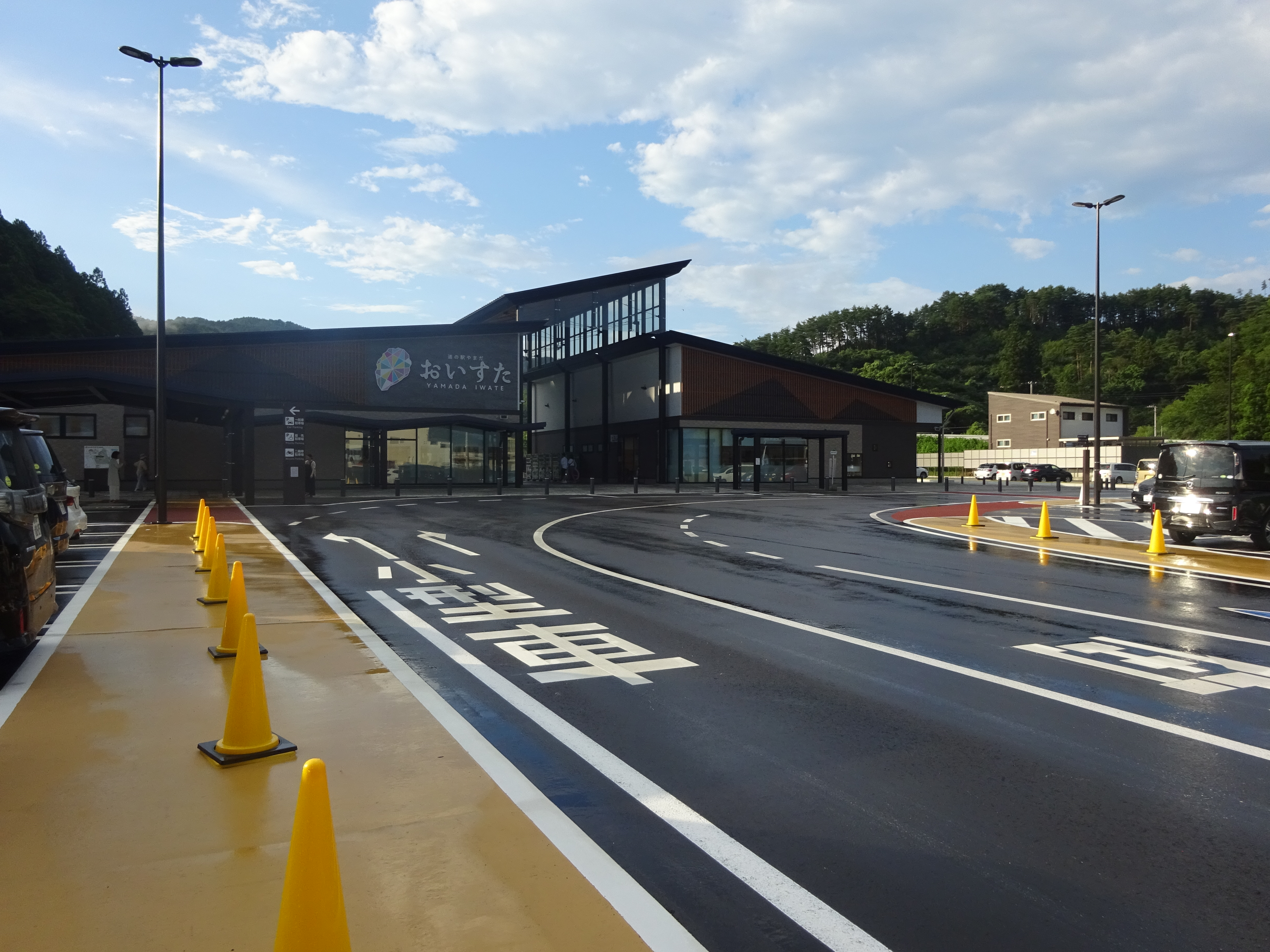
道の駅やまだ　おいすた

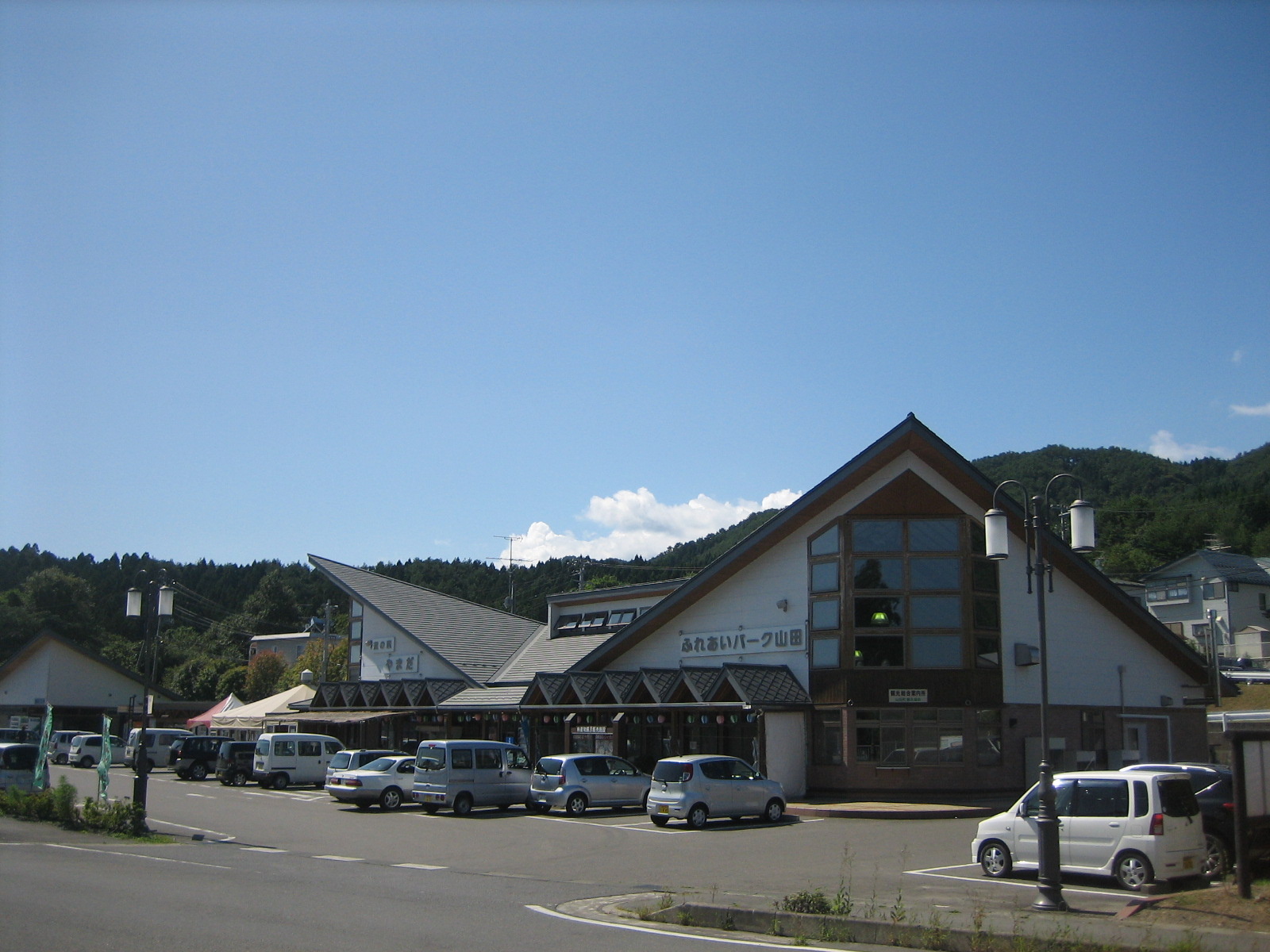
産直ひろば ふれあいパーク山田

#### 高速道路
一般国道自動車専用道路
- E45 三陸沿岸道路
  - 一般国道45号釜石山田道路 : (45) 山田南IC
  - 一般国道45号山田道路 : (45) 山田南IC - (46) 山田IC
  - 一般国道45号山田宮古道路 : (46) 山田IC - (47) 山田北IC

#### 一般国道
- 国道45号

#### 主要地方道
- 岩手県道41号重茂半島線

#### 一般県道
- 岩手県道147号陸中山田停車場線
- 岩手県道290号宮古山田線

#### 道の駅
- ふなこし
- やまだ

## 名所・旧跡・観光
- 鯨と海の科学館

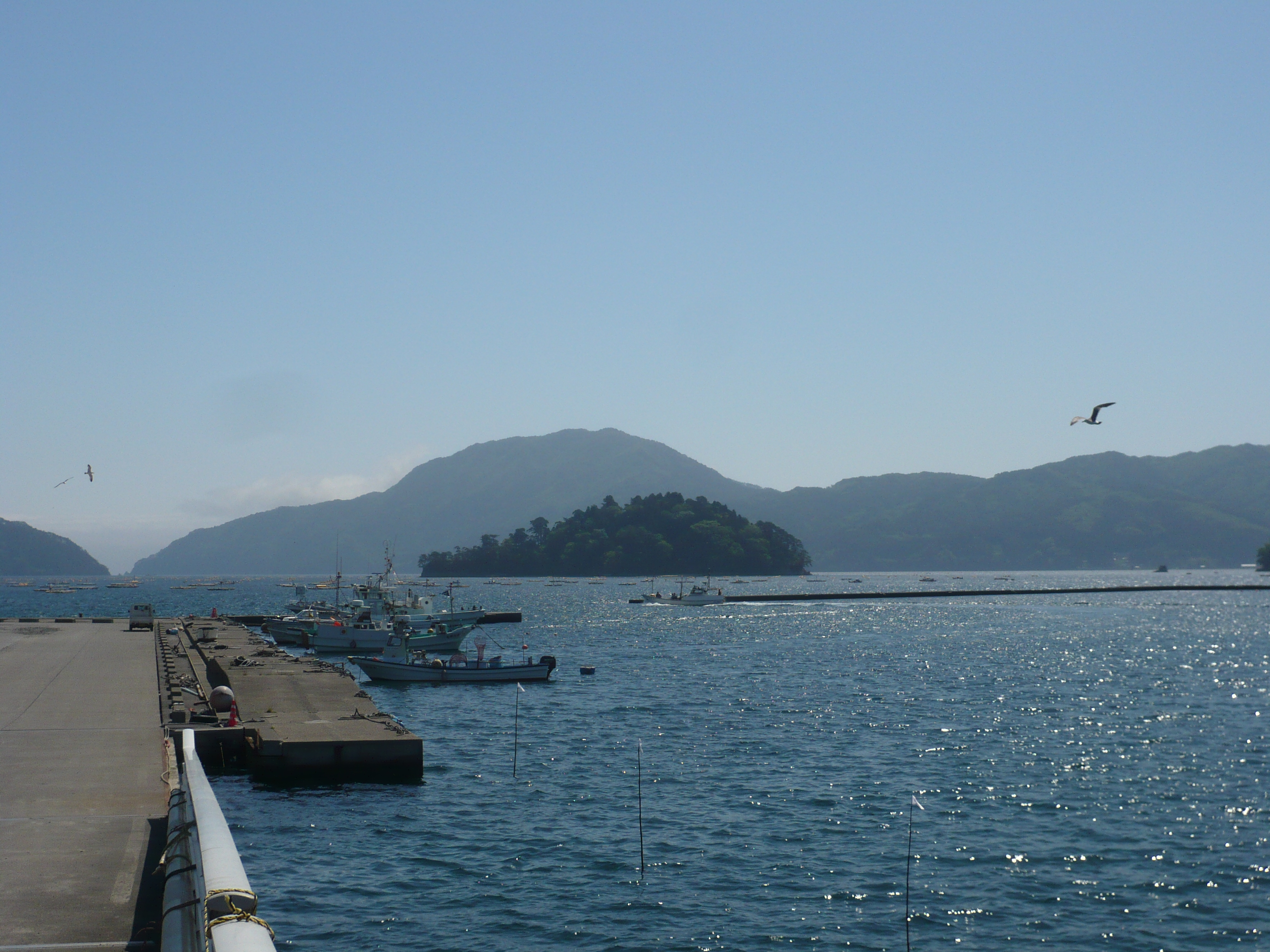
山田湾内、大島（2013年6月1日）

  - 山田町船越地区にある博物館。日本の商業捕鯨撤退を受けて、捕鯨の歴史を伝えるため1992年に開設された。学術的にも価値の高い世界最大級のマッコウクジラの骨格標本（体長17.6m）[12]を始めとして、主に様々な鯨の骨格標本を中心に、海洋の仕組みや海洋生物を展示している。
  - 2011年（平成23年）3月11日の東日本大震災（東北地方太平洋沖地震）では、津波により3階建て建物の最上階（約5m）まで海水や泥が流れ込み、漁具や標本など約7万点が流出した[13]。1階の展示室にあったマッコウクジラの骨格標本などは海水に浸かったものの無事で[14][12]、2017年7月15日に再開した（2019年10月の台風被害により再び休館中）。
  - 2022年4月1日、復活オープン。
- 山田祭り[15][16]
- 毎年9月上旬頃に行われる山田の秋祭り。山田八幡宮の御神輿と大杉神社の御神輿が出る。この祭りは三日間行われ、一日目は宵宮といい、山田町の郷土芸能団体（関口不動尊神楽、八幡鹿舞、八幡大神楽、山田大神楽、境田虎舞、関口剣舞、八木節[17][18][19]）[20][21]が舞を奉納する。二日目は山田八幡宮の御神輿が町を練り歩く「神幸祭」が行われる。また、この神輿も暴れ神輿として知られており、巡行中はとにかく暴れる。そのため、巡行中は観光客の皆さんは歩道などの安全なところをお勧めする。この際、郷土芸能団体は「門付け」と言い、家々や商店を回り、「花代」と呼ばれるお金を渡す。これは組の運営費となる。そして三日目は大杉神社例大祭である。大杉神社はかねてより暴れ神輿として知られており、巡行中はとにかく暴れるので観光客の皆さんは、安全のため、あまり近付かないようにしていただきたい。この大杉神社の神輿は海に入る「浜降り」神事を行う。この「浜降り」神事や震災の際でも祭りを続けた情熱が高く評価され、「岩手県指定重要無形民俗文化財」に2024年に指定された。
- 山田八幡宮
- オランダ島

## 出身著名人

### 江戸時代
- 阿部将翁（徳川吉宗に仕えた本草学者）

### 明治生まれ
- 鈴木善幸：政治家、第70代内閣総理大臣（総理大臣大平正芳が在任中の1980年（昭和55年）に急逝した後を受けて就任）。

### 昭和生まれ
- 前田花英介：元・十両力士。
- 瀬川設男：元・プロボクサー（元・ボクシング日本バンタム級・スーパーバンタム級チャンピオン）。
- kaito：ヴィジュアル系ロックバンドWizardのボーカル。

## 震災時の画像

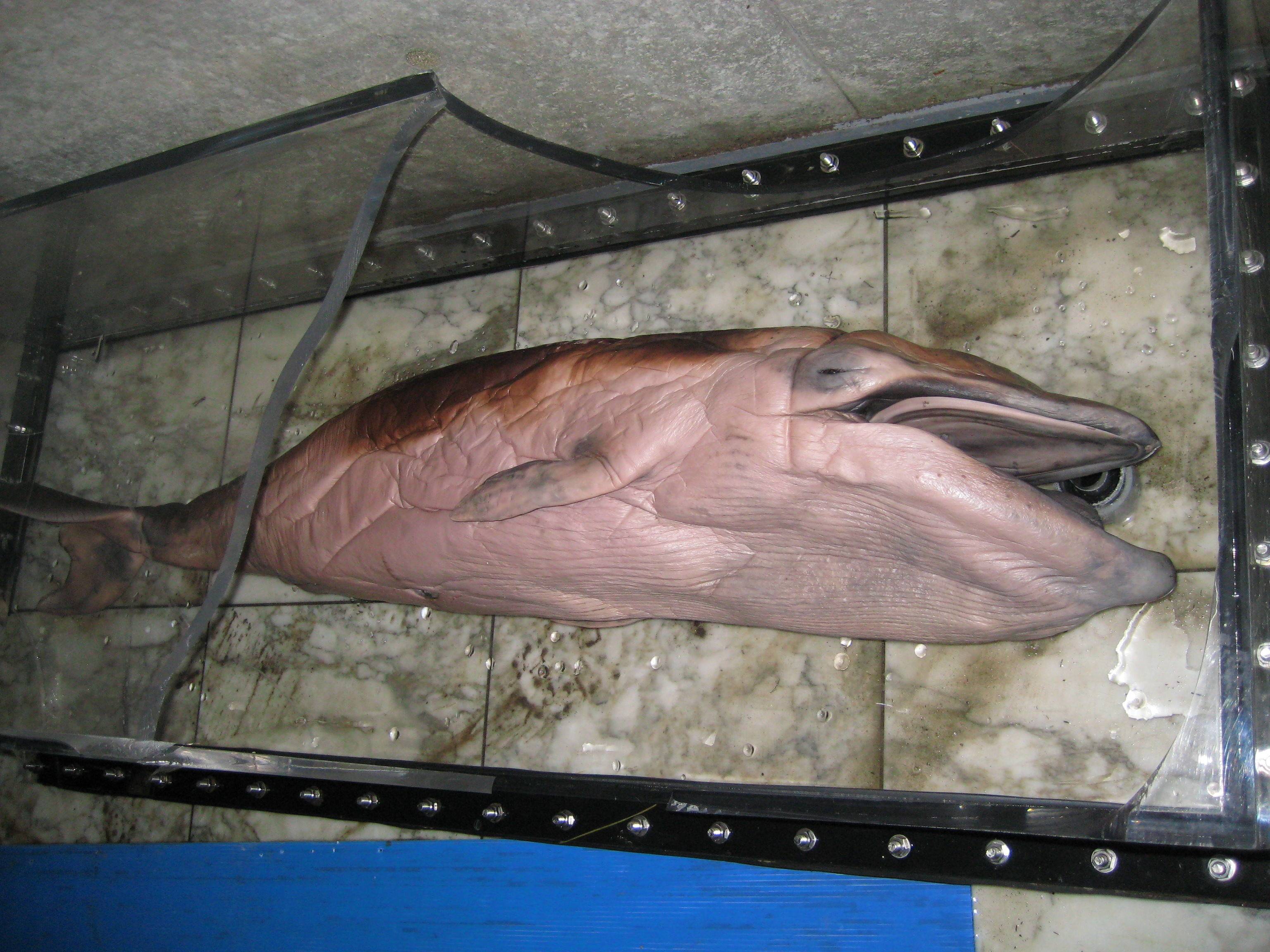
鯨と海の科学館で展示されていたクジラ（2011年6月8日）
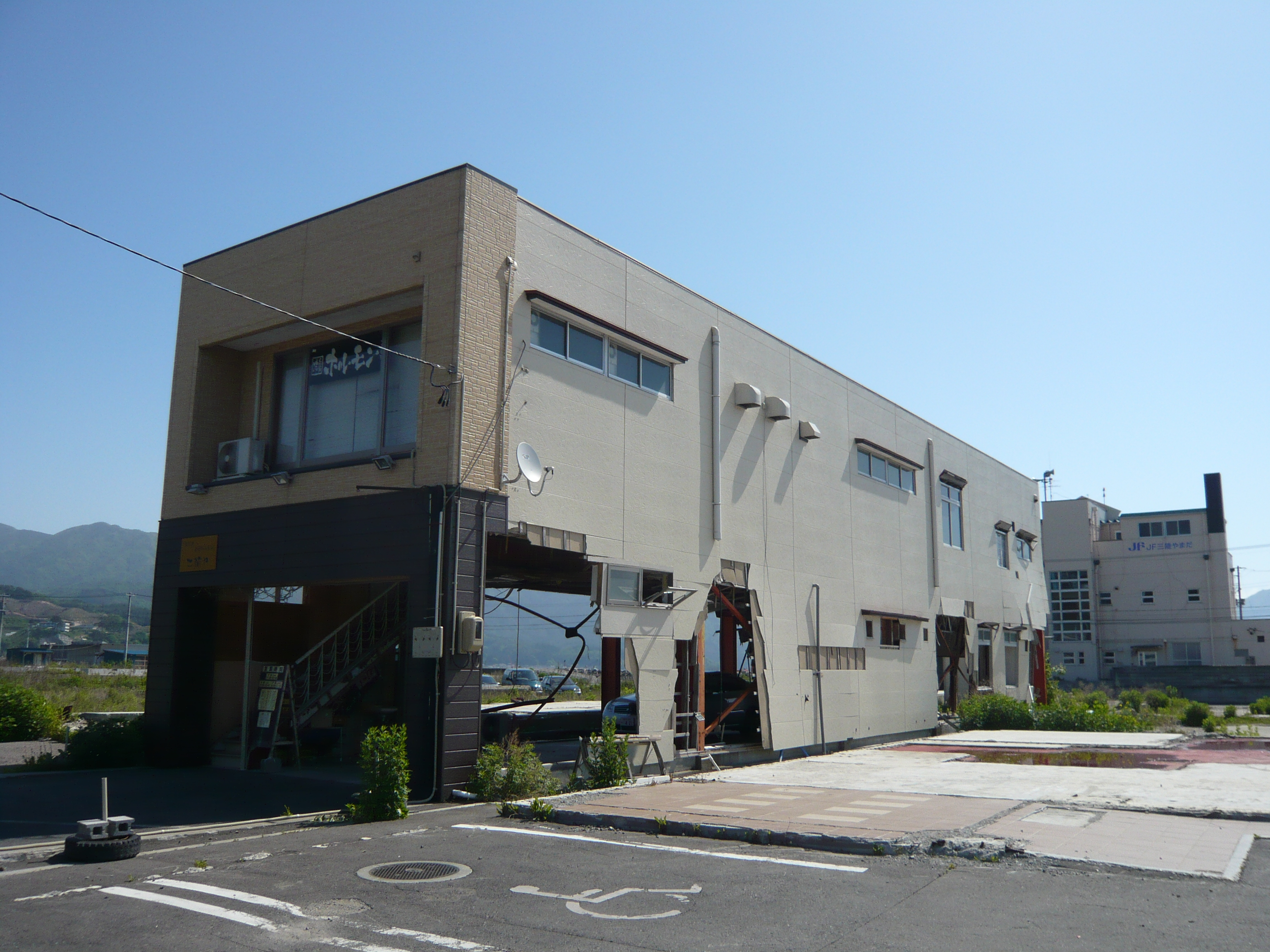
山田町中心街の商店。２階は営業中である（2013年6月1日）
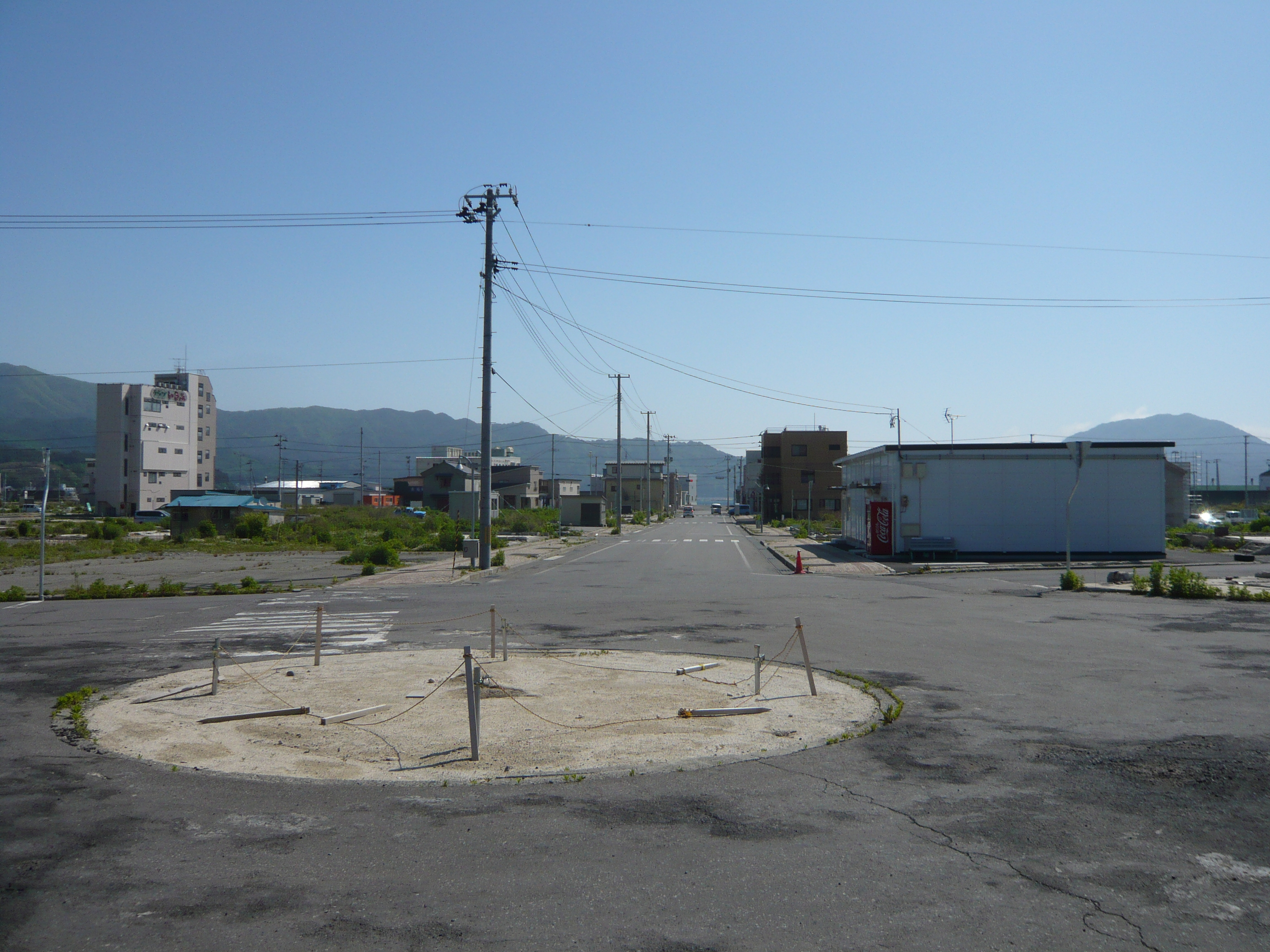
陸中山田駅より東、山田町中心街を望む（2013年6月1日）